# Selim Paliani
Selim Paliani (* 5. April 1976) ist ein ehemaliger türkischer Boxer georgischer Herkunft im Leichtgewicht. Er ist der jüngere Bruder des Boxers Ramaz Paliani.

## Karriere
Der rund 1,74 m große Selim Paliani kam mit seinem Bruder in den 1990er Jahren in die Türkei. 
Bei den Weltmeisterschaften 1999 in Houston, scheiterte er in der Halbweltergewichts-Vorrunde am Ukrainer Wjatscheslaw Sentschenko 4:8.
Im Mai 2000 gewann er eine Bronzemedaille im Leichtgewicht bei den Europameisterschaften in Tampere, Finnland. Nach Siegen gegen Martin Halaš aus Tschechien (5:0) und Jean-François Farahsmane aus Frankreich (8:3), schied er erst im Halbfinale gegen den Russen Alexander Maletin (5:10) aus.
Im September 2000 startete er bei den Olympischen Spielen in Sydney, schlug in der Vorrunde den Franzosen Abdel Jebahi 14:5 nach Punkten und zog ins Achtelfinale ein. Dort wäre er auf den US-Amerikaner David Jackson getroffen, der in der Vorrunde den Tunesier Naoufel Ben Rabah besiegt hatte. Jedoch wurde Jackson vor dem Kampf gegen Paliani disqualifiziert, da er beim Wiegen das Leichtgewichtslimit überschritten hatte. Somit zog Paliani kampflos ins Viertelfinale ein, wo er wieder auf den Russen Alexander Maletin traf. Diesem unterlag er jedoch vorzeitig und schied somit auf Platz 7 aus. Maletin scheiterte im nächsten Kampf am Kubaner Mario Kindelán und gewann Bronze.
Auch bei den Weltmeisterschaften 2001 in Belfast traf er noch in der Vorrunde auf Maletin und unterlag ihm vorzeitig.